# Les Aventuriers des îles
Pour plus de détails, voir Fiche technique et Distribution.
Les Aventuriers des îles (She Gods of Shark Reef) est un film américain réalisé par Roger Corman, sorti en 1958.

## Synopsis
Le jeune et téméraire criminel Jim s’échappe avec le bateau de son frère Chris Johnston, après avoir tué deux hommes. Ils font ensuite naufrage, à cause d’une terrible tempête, sur une île magnifique avec un mystérieux village habité par des pêcheurs de perles habitués à sacrifier des vierges en les nourrissant aux requins comme un acte de soumission au dieu Tanga Roah. Bien que les femmes de l’île soient amicales avec les deux frères, la reine du village, Pua, est prudente et hostile, et veut que les deux quittent l’île dès que possible.
Chris sauve l’une des vierges sacrificielles, Mahia, et tombe amoureux d’elle, tandis que Jim, qui est recherché, tente de s’échapper avant l’arrivée du navire de la marine envoyé pour les récupérer. Jim répare alors l’un des bateaux cassés sur l’île mais avant le départ, pris par la cupidité, vole un chargement de perles précieuses et blesse un natif de l’île. Après son départ, le frère découvre ce qu’il a fait et tente de l’arrêter en déclenchant un combat féroce sur des rochers déchiquetés. Jim tente de s’échapper mais se retrouve pris au piège dans les cordes des bateaux et va au fond, où un requin le tue.

## Fiche technique
- Titre original : She Gods of Shark Reef
- Titre français : Les Aventuriers des îles ou Tangaroa, le dieu des requins[1]
- Réalisation : Roger Corman
- Scénario : Robert Hill et Victor Stoloff
- Photographie : Floyd Crosby
- Musique : Ronald Stein
- Pays d'origine : États-Unis
- Format : Couleurs - Mono
- Genre : aventure
- Durée : 63 minutes
- Date de sortie : 1958

## Distribution
- Bill Cord : Christy 'Chris' Johnston
- Don Durant : James 'Jim' Johnston
- Lisa Montell : Mahia
- Jeanne Gerson : la reine Pua
- Ed Nelson : Garde (non crédité)